# Аларкон, Рикардо Антонио
Рикардо Антонио Аларко́н (исп. Ricardo Antonio Alarcón; 12 января 1914, Буэнос-Айрес — 14 октября 1988) — аргентинский футболист, нападающий.

## Карьера
Рикардо Аланкорн начал карьеру в клубе «Сан-Лоренсо» в 1933 году, и в первый же год выиграл с клубом титул чемпиона Аргентины, а через 3 года выиграл Кубок Славы Муниципалитета Буэнос-Айреса и занял второе место в аргентинском первенстве. За Сан-Лоренсо Аланкорн выступал 6 лет, в течение которых провёл 128 матчей и забил 77 голов, ключая 4 мяча в матче с «Ланусом» в 1937 году, завершившимся со счётом 7:0. Затем он перешёл в клуб «Бока Хуниорс», дебютировав 11 июня 1939 года в матче с «Ривер Плейт», завершившимся со счётом 2:0 в пользу «Боки». 16 июня 1939 года он забил свой первый гол за «Боку Хуниорс», поразив ворота «Феррокариль Оэсте», а затем забил ещё 2 гола, сделав «хэт-трик». В 1940 году Аларкон выиграл свой второй, в карьере, чемпионский титул, в том же году он 25 мая забил первый гол на Бомбонере в ворота «Сан-Лоренсо» в товарищеской игре, а через месяц, 30 июня, повторил этот успех и в официальной встрече, поразив ворота «Ньюэллс Олд Бойз». Через год, 26 января 1941 года дебютировал в сборной Аргентины в матче с Перу, в том же году он поехал на чемпионат Южной Америки, однако на поле не выходил. Последний матч за «Боку» Аланкорн провёл 1 ноября, вновь против «Ньюэллс», завершившийся поражением «Боки» 0:1. После «Боки» Аланкорн выступал за «Платенсе» и бразильский «Фламенго».

## Статистика
| Сезон | Клуб                     | Лига         | Чемпионат | Чемпионат |
| Сезон | Клуб                     | Лига         | Игры      | Голы      |
| ----- | ------------------------ | ------------ | --------- | --------- |
| 1933  | Сан-Лоренсо              | Примера      | 2         | 3         |
| 1934  | Сан-Лоренсо              | Примера      | 5         | 1         |
| 1935  | Сан-Лоренсо              | Примера      | 25        | 18        |
| 1936  | Сан-Лоренсо              | Примера      | 32        | 19        |
| 1937  | Сан-Лоренсо              | Примера      | 25        | 15        |
| 1938  | Сан-Лоренсо              | Примера      | 31        | 18        |
| 1939  | Сан-Лоренсо              | Примера      | 8         | 3         |
| 1939  | Бока Хуниорс             | Примера      | 19        | 7         |
| 1940  | Бока Хуниорс             | Примера      | 23        | 19        |
| 1941  | Бока Хуниорс             | Примера      | 17        | 6         |
| 1942  | Платенсе (Висенте-Лопес) | Примера      | 24        | 7         |
| 1943  | Фламенго                 | Лига Кариока | 2         | 0         |
| 1944  | Фламенго                 | Лига Кариока | 0         | 0         |

## Достижения
- Чемпион Аргентины: 1933, 1940
- Обладатель Кубка Славы Муниципалитета Буэнос-Айреса: 1936
- Чемпион Южной Америки: 1941
- Чемпион Лиги Кариоки: 1943